# Georg Carl Gottlob von der Gablenz
Georg Karl Gottlob von der Gablenz (auch: Gabelentz) (* 1708 in Lemnitz; † 25. März 1777 in Schweidnitz) war preußischer Generalleutnant, Chef des Infanterie-Regiments Nr. 40, Träger des Schwarzen Adlerordens und Kommandant der Festung Schweidnitz.

## Leben
Seine Eltern waren Christoph Friedrich von der Gablenz Erbherr auf Lemnitz und Schiebelau und Johanna Magdalena von der Gablenz aus dem Hause Poschwitz.
1727 trat er in die Armee von Sachsen-Eisenach ein. Der Herzog Wilhelm Heinrich von Sachsen-Eisenach überließ Kaiser Karl VI. das Regiment für dessen Feldzüge am Rhein und nach Italien. Danach wurde es dem König von Preußen Friedrich Wilhelm I. überlassen.
Gablenz wurde am 20. Februar 1735 zum Hauptmann befördert, am 31. März 1746 zum Major, im Februar 1757 Oberstleutnant und im Mai schon zum Oberst. Er war während der Belagerung von Schweidnitz 1757 Kommandant der Sternschanze, die er beim Sturm auf die Festung verteidigte. In der Schlacht bei Kay wurde er verwundet, er kämpfte weiter in den Schlachten von
Prag, Kolin und Zorndorf.
Zum Generalmajor wurde er im September 1758 ernannt und er wurde auch Chef des Regiments Nr. 40. Im Mai 1764 ernannte ihn König Friedrich II. zum Kommandanten von Schweidnitz. Am 21. Mai 1764 wurde er zum Generalleutnant ernannt und im Dezember 1772 erhielt er den Schwarzen Adlerorden.